# Medinilla lagunae
Medinilla lagunae är en tvåhjärtbladig växtart som beskrevs av S.Vidal. Medinilla lagunae ingår i släktet Medinilla och familjen Melastomataceae. Inga underarter finns listade i Catalogue of Life.